# Anthodioctes claudii
Anthodioctes claudii là một loài Hymenoptera trong họ Megachilidae. Loài này được Urban mô tả khoa học năm 1999.